# 小行星45737
小行星45737（45737 Benita）是一颗绕太阳运转的小行星，为主小行星带小行星。该小行星于2000年4月22日发现。
該小行星以美國物理學家貝妮塔·西格爾（Benita Segal）命名。

## 轨道参数
小行星45737的轨道半长轴为3.1968499 UA，离心率为0.051。